# Morgan Spector
Morgan Michael Spector (Santa Rosa, 4 ottobre 1980) è un attore statunitense.

## Biografia
Nato a Santa Rosa, Spector vince la gara nazionale di spelling nel 1993. Nelle estati 1995/1997 lavora come parcheggiatore aiutante alla Armstrong Woods State Reserve di Guerneville. Frequenta il Reed College di Portland dove si diploma nel 2002 e successivamente frequenta l'ACT di San Francisco.
Nel 2010 Spector ha fatto il debutto a Broadway nel ruolo di Rodolpho, nel revival di Gregory Mosher dell'opera di Arthur Miller, Uno sguardo dal ponte. Originariamente è stato scelto per una particina, ma è passato ad un ruolo più importante quando un altro attore si è infortunato durante le anteprime. Nel 2014 ha recitato con Rebecca Hall nel revival di Broadway di Sophie Treadwell, Machinal. Sono apparsi di nuovo insieme sul palco a New York nel giugno 2017, nell'opera di Clare Lizzimore, Animal. Hanno recitato anche nei film Christine (2016) e Patto d'amore (2017).
Nel 2019 affianca Gina Torres nella serie spin-off di Suits, Pearson. Nel 2020 è protagonista nella miniserie HBO Il complotto contro l'America, tratta dall'omonimo romanzo di Philip Roth, accanto a Winona Ryder.
Dal 2022 interpreta George Russell nella serie di HBO The Gilded Age dove recita accanto a Carrie Coon e Taissa Farmiga.

### Vita privata
Il 26 settembre 2015 sposa l'attrice Rebecca Hall.

## Filmografia

### Attore

#### Cinema
- Raspberry Heaven, regia di David Oas (2004)
- L'ultimo dominatore dell'aria (The Last Airbender), regia di M. Night Shyamalan (2010)
- Musical Chairs, regia di Susan Seidelman (2011)
- All Is Bright, regia di Phil Morrison (2013)
- Burning Blue, regia di D.M.W. Greer (2013)
- Grand Street, regia di Lex Sidon (2014)
- Chi è senza colpa (The Drop), regia di Michaël R. Roskam (2014)
- Christine, regia di Antonio Campos (2016)
- Split, regia di Deborah Kampmeier (2016)
- The Bleeder - La storia del vero Rocky Balboa (The Bleeder), regia di Philippe Falardeau (2016)
- Patto d'amore (Permission), regia di Brian Crano (2017)
- Man with Van, regia di Ed Blythe (2017)
- A Vigilante, regia di Sarah Daggar-Nickson (2018)
- Nanny, regia di Nikyatu Jusu (2022)
- Lo strangolatore di Boston (Boston Strangler), regia di Matt Ruskin (2023)

#### Televisione
- How to Make It in America – serie TV, 2 episodi (2010)
- Law & Order: Criminal Intent – serie TV, 2 episodi (2009-2010)
- Do No Harm – serie TV, episodio 1x03 (2013)
- Orange Is the New Black – serie TV, episodio 1x03 (2013)
- Zero Hour – serie TV, 3 episodi (2013)
- Boardwalk Empire - L'impero del crimine (Boardwalk Empire) – serie TV, 4 episodi (2013)
- Person of Interest – serie TV, 5 episodi (2011-2013)
- The Money – film TV, regia di Justin Chadwick (2014)
- Unforgettable – serie TV, episodio 3x04 (2014)
- Allegiance – serie TV, 13 episodi (2015)
- Paradise Pictures – film TV, regia di Rick Muirragui (2015)
- Broad Squad – film TV, (2015)
- La nebbia (The Mist) – serie TV, 10 episodi (2017)
- Homeland - Caccia alla spia (Homeland) – serie TV, 9 episodi (2018)
- Suits – serie TV, episodio 7x16 (2018)
- Pearson – serie TV, 10 episodi (2019)
- Il complotto contro l'America (The Plot Against America), regia di Minkie Spiro e Thomas Schlamme – miniserie TV (2020)
- The Gilded Age – serie TV (2022-in corso)

### Doppiatore
- The Bureau: XCOM Declassified – videogioco (2013)
- Friday Night Tykes – serie TV, 20 episodi (2015-2016)
- Friday Night Tykes: Steel Country – serie TV, 12 episodi (2016)

## Riconoscimenti
- 2021 – Critics' Choice Awards[7]
  - Candidatura per il miglior attore protagonista in una miniserie o film per la televisione per Il complotto contro l'America
- 2024 – Screen Actors Guild Award[8]
  - Candidatura al miglior cast in una serie drammatica

## Doppiatori italiani
Nelle versioni in italiano delle opere in cui ha recitato, Morgan Spector è stato doppiato da:
- Gianfranco Miranda ne La nebbia, Homeland - Caccia alla spia, Il complotto contro l'America, The Gilded Age
- Marco De Risi in Allegiance
- Christian Iansante in Person of Interest (st. 1)
- Guido Di Naccio in Person of Interest (st. 2-3)
- Francesco Fabbri in The Bleeder - La storia del vero Rocky Balboa
- Marco Vivio in Lo strangolatore di Boston